# Écriture anglaise

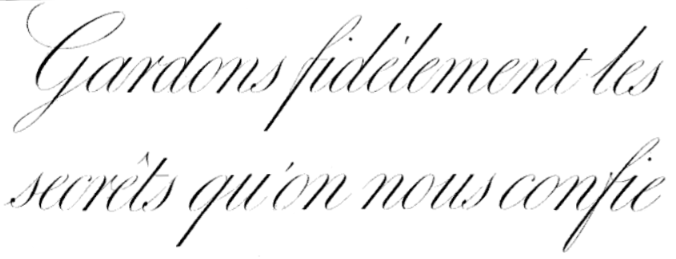
Exemple d’écriture anglaise par Pierre Picquet en 1820.

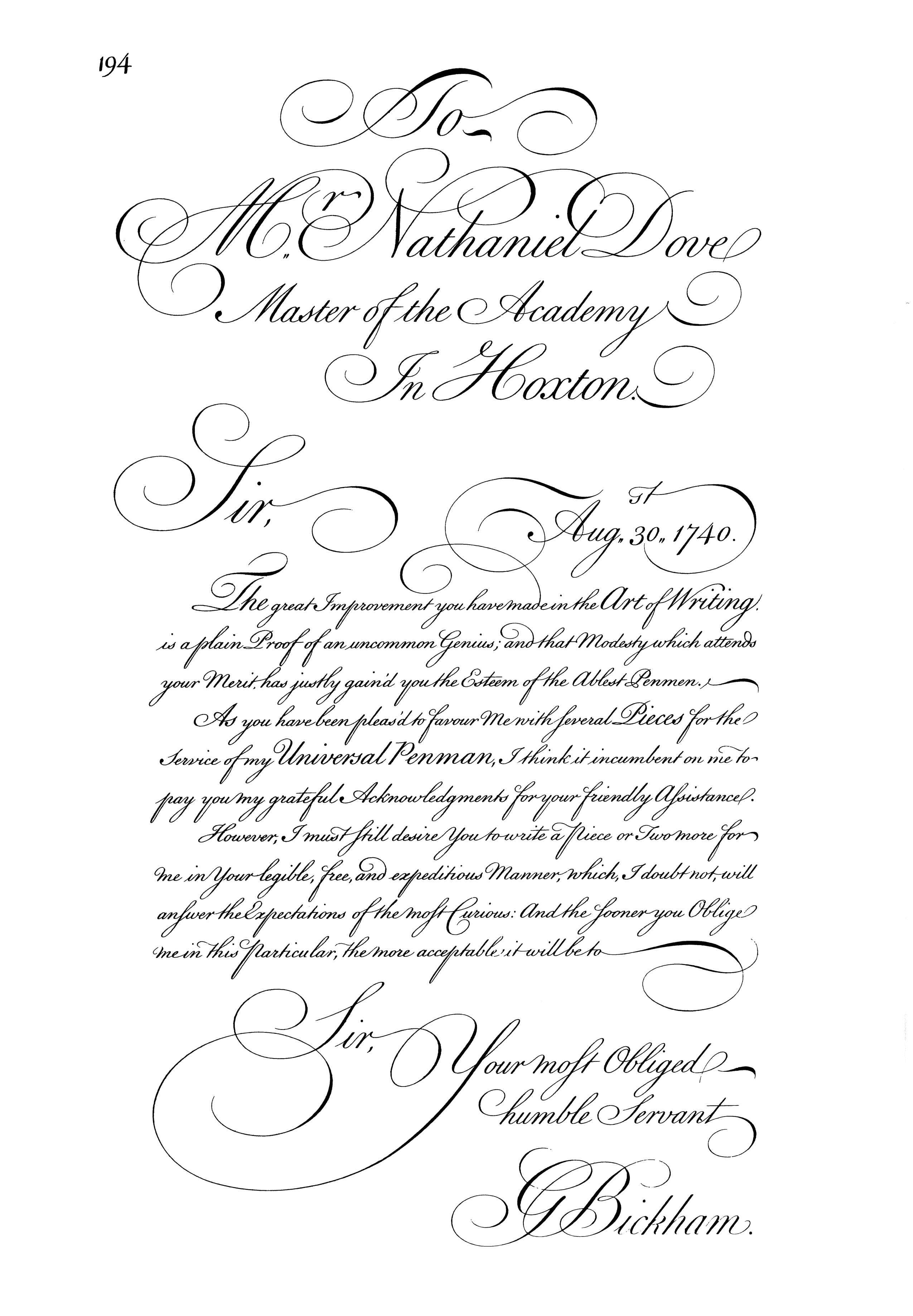
La ronde anglaise de George Bickham dans The Universal Penman, vers 1740–1741.

L’écriture anglaise, aussi appelée la copperplate ou l’anglaise, ou par généralisation l’écriture cursive, est un style d’écriture manuscrite et calligraphique originaire d’Angleterre. Elle est apparue dans les années 1660 dans les travaux des maîtres écrivains John Ayers et William Banson, et est dérivée de l’écriture ronde française (elle-même dérivée de cursives italiennes). Elle est rapidement devenue populaire et est codifiée dans plusieurs ouvrages. Elle est utilisée comme écriture scolaire dans plusieurs pays dont la France (jusqu'en 2013), l’Espagne et l’Italie, et a inspiré l’écriture cursive cyrillique au XVIIIe siècle.

Elle est traditionnellement inclinée et produite avec une plume étroite, mais est aujourd’hui aussi droite principalement comme écriture scolaire.
Au XVIIIe siècle, deux variétés de l’écriture anglaise sont popularisées :
- l’anglaise ronde, plus épaisse, aux traits droits régulier , traditionnellement considérées appropriées pour les affaires;
- l’anglaise « italienne » avec des traits droits en goutte, traditionnellement considérées plus féminines.

Cette forme d'écriture se généralise au XIXe siècle avec l'arrivée des plumes de fer : « l'anglaise, si universellement employée de nos jours [...] se distingue par la longueur considérable des lettres bouclées, et par l'absence totale de ce que j'appellerai les pleins ascendants, que nos fines plumes de fer ne permettent pas de tracer : la généralisation de l'écriture anglaise est une conséquence de l'invasion des plumes de fer. »